# DG Sport Compétition

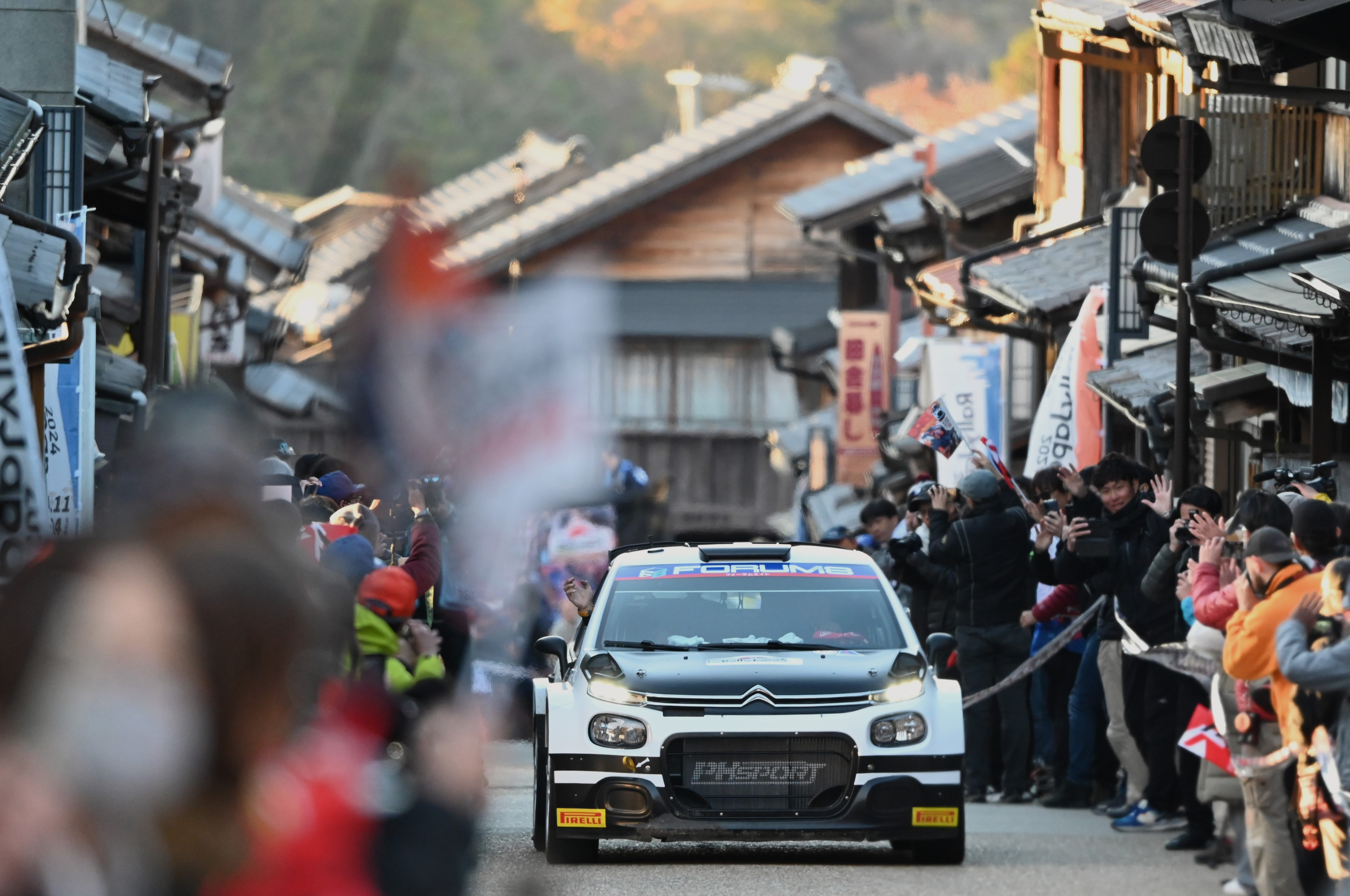

La DG Sport Compétition è una scuderia automobilistica belga, con sede a Theux. Fondata nel 2013, fin dalla sua nascita è legata al gruppo PSA, per il quale attualmente svolge il ruolo di scuderia ufficiale Citroën nel campionato del mondo rally nella classe WRC-2.

## Storia
Nel 2016 la scuderia ha debuttato nelle competizioni turismo, iscrivendosi al TCR Benelux Touring Car Championship con una Opel Astra TCR, alla guida della quale sono stati ingaggiati Pierre-Yves Corthals e Frédéric Caprasse. Il team belga ha ben figurato nella sua stagione di debutto, vincendo ben quattro gare e permettendo ai suoi piloti di classificarsi secondi finali.
Nel 2017 il team ha debuttato con due Opel Astra nelle TCR International Series, ingaggiando Maťo Homola e Pierre-Yves Corthals. Dopo quattro gare il pilota belga è stato sostituito da Grégoire Demoustier e in seguito da Munkong Sathienthirakul e Aurélien Comte. Nel nuovo panorama internazionale la scuderia ha ottenuto risultati inferiori a quelli ottenuti nel Benelux. Nonostante ciò nel corso della stagione Homola ha ottenuto due secondi posti, che gli hanno permesso di classificarsi al dodicesimo posto finale. La DG Sport Compétition si è invece classificata settima tra le scuderie. Contemporaneamente è continuato anche l'impegno nel TCR Benelux Touring Car Championship, ma con una nuova auto, una Peugeot 308 Racing Cup, alla guida della quale sono stati ingaggiati il pilota ufficiale Peugeot Aurélien Comte e l'ex pilota ufficiale Hyundai nel campionato del mondo rally Kevin Abbring. Il duo franco-olandese ha ottenuto buoni risultati, vincendo quattro gare e classificandosi al quarto posto finale.
Nel 2018, in seguito all'acquisto della Opel da parte del gruppo PSA, il programma nel TCR della casa tedesca è stato subordinato a quello della Peugeot. Nonostante ciò la scuderia belga ha ottenuto il supporto della casa francese e si è iscritta alla neonata coppa del mondo turismo con due nuovissime Peugeot 308 TCR, alla guida della quale sono stati confermati Comte e Homola. Nonostante alcune difficoltà iniziali (dovute al fatto che la 308 TCR, equipaggiata con un motore da 1,6 litri, si trovava a competere con vetture equipaggiate con motori da 2 litri), nella parte centrale della stagione Comte ha ottenuto una vittoria e quattro secondi posti, mentre Homola ha ottenuto una vittoria. A fine stagione il francese si è classificato undicesimo, mentre lo slovacco si è classificato diciottesimo. La scuderia si è invece classificata ottava.
Nel 2019, in seguito alla riduzione del supporto della Peugeot, la scuderia non ha potuto rinnovare la sua iscrizione alla coppa del mondo turismo. Nonostante ciò è stata scelta dalla Citroën come suo team ufficiale nella classe WRC-2 Pro del campionato del mondo rally. In particolare il costruttore francese ha fornito una Citroën C3 R5, alla guida della quale è stato ingaggiato il veterano Mads Østberg, già pilota ufficiale Ford e Citroën.

## Risultati

### TCR Benelux Touring Car Championship
| Anno | Vettura                | Pilota               | 1         | 2         | 3         | 4       | 5         | 6         | 7        | 8       | 9     | 10        | 11         | 12      | 13      | 14      | 15      | 16         | 17      | 18      | 19      | 20      | 21       | 22       | 23       | 24       | 25       | 26        | 27      | 28      | 29      | 30        | PP  | Punti | PS  | Punti |
| ---- | ---------------------- | -------------------- | --------- | --------- | --------- | ------- | --------- | --------- | -------- | ------- | ----- | --------- | ---------- | ------- | ------- | ------- | ------- | ---------- | ------- | ------- | ------- | ------- | -------- | -------- | -------- | -------- | -------- | --------- | ------- | ------- | ------- | --------- | --- | ----- | --- | ----- |
| 2016 | Opel Astra TCR         | Pierre-Yves Corthals | SPA GQ 2  | SPA 1     | SPA 2     | SPA 3   | SPA 4 3   | ZAN GQ 14 | ZAN 1    | ZAN 2   | ZAN 3 | ZAN 4 Rit | ZOL GQ 1   | ZOL 1   | ZOL 2   | ZOL 3 1 | ZOL 4 1 | GOO GQ 2   | GOO 1   | GOO 2   | GOO 3 2 | GOO 4 1 | ASS GQ 3 | ASS 1    | ASS 2    | ASS 3 NC | ASS 4 NP | MET GQ 2  | MET 1   | MET 2   | MET 3   | MET 4 Rit | 2°  | 429,5 | 3°  | 188   |
| 2016 | Opel Astra TCR         | Frédéric Caprasse    | SPA GQ 2  | SPA 1 Rit | SPA 2 NP  | SPA 3   | SPA 4     | ZAN GQ 14 | ZAN 1 12 | ZAN 2 9 | ZAN 3 | ZAN 4     | ZOL GQ 1   | ZOL 1 4 | ZOL 2   | ZOL 3   | ZOL 4   | GOO GQ 2   | GOO 1 4 | GOO 2 1 | GOO 3   | GOO 4   | ASS GQ 3 | ASS 1 10 | ASS 2 NP | ASS 3    | ASS 4    | MET GQ 2  | MET 1 2 | MET 2 1 | MET 3   | MET 4     | 2°  | 429,5 | 3°  | 188   |
| 2017 | Peugeot 308 Racing Cup | Aurélien Comte       | SPA GQ 6  | SPA 1     | SPA 2     | SPA 3 7 | SPA 4 7   | ZAN GQ 2  | ZAN 1    | ZAN 2   | ZAN 3 | ZAN 4 2   | ZOL GQ 4   | ZOL 1   | ZOL 2   | ZOL 3 5 | ZOL 4 2 | ZOL GQ Rit | ZOL 5   | ZOL 6   | ZOL 7 1 | ZOL 8 1 | MET GQ 1 | MET 1    | MET 2    | MET 3 2  | MET 4 2  | ASS GQ NP | ASS 1   | ASS 2   | ASS 3 5 | ASS 4 3   | 4°  | 375   | 5°  | 68    |
| 2017 | Peugeot 308 Racing Cup | Kevin Abbring        | SPA GQ 6  | SPA 1 10  | SPA 2 Rit | SPA 3   | SPA 4     | ZAN GQ 2  | ZAN 1 5  | ZAN 2 4 | ZAN 3 | ZAN 4     | ZOL GQ 4   | ZOL 1 4 | ZOL 2 3 | ZOL 3   | ZOL 4   | ZOL GQ Rit | ZOL 5 4 | ZOL 6 3 | ZOL 7   | ZOL 8   | MET GQ 1 | MET 1 4  | MET 2 1  | MET 3    | MET 4    | ASS GQ NP | ASS 1 6 | ASS 2 7 | ASS 3   | ASS 4     | 4°  | 375   | 5°  | 68    |
| 2017 | Opel Astra TCR         | Maťo Homola          | SPA GQ 13 | SPA 1     | SPA 2     | SPA 3 1 | SPA 4 Rit | ZAN GQ    | ZAN 1    | ZAN 2   | ZAN 3 | ZAN 4     | ZOL GQ     | ZOL 1   | ZOL 2   | ZOL 3   | ZOL 4   | ZOL GQ     | ZOL 5   | ZOL 6   | ZOL 7   | ZOL 8   | MET GQ   | MET 1    | MET 2    | MET 3    | MET 4    | ASS GQ    | ASS 1   | ASS 2   | ASS 3   | ASS 4     | 24° | 49    | 11° | 4     |
| 2017 | Opel Astra TCR         | Frédéric Caprasse    | SPA GQ 13 | SPA 1 4   | SPA 2 4   | SPA 3   | SPA 4     | ZAN GQ    | ZAN 1    | ZAN 2   | ZAN 3 | ZAN 4     | ZOL GQ Rit | ZOL 1   | ZOL 2   | ZOL 3 7 | ZOL 4 8 | ZOL GQ     | ZOL 5   | ZOL 6   | ZOL 7   | ZOL 8   | MET GQ   | MET 1    | MET 2    | MET 3    | MET 4    | ASS GQ    | ASS 1   | ASS 2   | ASS 3   | ASS 4     | 21° | 61    | 11° | 4     |

### TCR International Series
| Anno | Vettura        | Pilota                  | 1        | 2         | 3        | 4        | 5        | 6         | 7         | 8        | 9        | 10        | 11       | 12       | 13       | 14        | 15        | 16       | 17        | 18        | 19        | 20        | PP  | Punti | PS | Punti |
| ---- | -------------- | ----------------------- | -------- | --------- | -------- | -------- | -------- | --------- | --------- | -------- | -------- | --------- | -------- | -------- | -------- | --------- | --------- | -------- | --------- | --------- | --------- | --------- | --- | ----- | -- | ----- |
| 2017 | Opel Astra TCR | Maťo Homola             | GEO 1 11 | GEO 2 Rit | BHR 1 13 | BHR 2 13 | BEL 1 24 | BEL 2 Rit | ITA 1 7   | ITA 2 6  | AUT 1 2  | AUT 2 10  | UNG 1 10 | UNG 2 12 | GER 1 7  | GER 2     | THA 1 22† | THA 2 9  | CIN 1 Rit | CIN 2 Rit | EAU 1 12  | EAU 2 Rit | 12° | 76    | 7° | 103   |
| 2017 | Opel Astra TCR | Pierre-Yves Corthals    | GEO 1 12 | GEO 2 8   | BHR 1 5  | BHR 2 11 | BEL 1 10 | BEL 2 Rit | ITA 1 17† | ITA 2 14 | AUT 1    | AUT 2     | UNG 1    | UNG 2    | GER 1    | GER 2     | THA 1     | THA 2    | CIN 1     | CIN 2     | EAU 1     | EAU 2     | 24° | 19    | 7° | 103   |
| 2017 | Opel Astra TCR | Grégoire Demoustier     | GEO 1    | GEO 2     | BHR 1    | BHR 2    | BEL 1    | BEL 2     | ITA 1     | ITA 2    | AUT 1 14 | AUT 2 Rit | UNG 1 13 | UNG 2 13 | GER 1 11 | GER 2 12† | THA 1     | THA 2    | CIN 1     | CIN 2     | EAU 1     | EAU 2     | NC  | 0     | 7° | 103   |
| 2017 | Opel Astra TCR | Munkong Sathienthirakul | GEO 1    | GEO 2     | BHR 1    | BHR 2    | BEL 1    | BEL 2     | ITA 1     | ITA 2    | AUT 1    | AUT 2     | UNG 1    | UNG 2    | GER 1    | GER 2     | THA 1 14  | THA 2 12 | CIN 1     | CIN 2     | EAU 1     | EAU 2     | NC  | 0     | 7° | 103   |
| 2017 | Opel Astra TCR | Aurélien Comte          | GEO 1    | GEO 2     | BHR 1    | BHR 2    | BEL 1    | BEL 2     | ITA 1     | ITA 2    | AUT 1    | AUT 2     | UNG 1    | UNG 2    | GER 1    | GER 2     | THA 1     | THA 2    | CIN 1     | CIN 2     | EAU 1 Rit | EAU 2 16† | NC  | 0     | 7° | 103   |

### Coppa del mondo turismo
| Anno | Vettura         | Pilota         | 1         | 2         | 3        | 4        | 5         | 6        | 7        | 8        | 9        | 10       | 11       | 12       | 13       | 14        | 15       | 16       | 17       | 18       | 19       | 20        | 21       | 22        | 23        | 24        | 25      | 26       | 27       | 28       | 29       | 30       | PP  | Punti | PS | Punti |
| ---- | --------------- | -------------- | --------- | --------- | -------- | -------- | --------- | -------- | -------- | -------- | -------- | -------- | -------- | -------- | -------- | --------- | -------- | -------- | -------- | -------- | -------- | --------- | -------- | --------- | --------- | --------- | ------- | -------- | -------- | -------- | -------- | -------- | --- | ----- | -- | ----- |
| 2018 | Peugeot 308 TCR | Aurélien Comte | MAR 1 8   | MAR 2 Rit | MAR 3 NP | UNG 1 17 | UNG 2 16  | UNG 3 13 | GER 1 18 | GER 2 13 | GER 3 15 | OLA 1 2  | OLA 2 1  | OLA 3 7  | POR 1 7  | POR 2 Rit | POR 3 NP | SVC 1 4  | SVC 2 13 | SVC 3 2  | NIN 1 16 | NIN 2 Rit | NIN 3 16 | WUH 1 5   | WUH 2     | WUH 3 Rit | GPN 1 2 | GPN 2 7  | GPN 3 2  | MAC 1 20 | MAC 2 12 | MAC 3 16 | 11° | 191   | 8° | 242   |
| 2018 | Peugeot 308 TCR | Maťo Homola    | MAR 1 Rit | MAR 2 12  | MAR 3 13 | UNG 1 20 | UNG 2 Rit | UNG 3 20 | GER 1 14 | GER 2 14 | GER 3 16 | OLA 1 18 | OLA 2 18 | OLA 3 16 | POR 1 12 | POR 2 1   | POR 3 5  | SVC 1 14 | SVC 2 16 | SVC 3 11 | NIN 1 17 | NIN 2 16  | NIN 3 18 | WUH 1 Rit | WUH 2 Rit | WUH 3 Rit | GPN 1 7 | GPN 2 20 | GPN 3 15 | MAC 1 10 | MAC 2 17 | MAC 3 12 | 18° | 48    | 8° | 242   |

### TCR Europe Touring Car Series
| Anno | Vettura         | Pilota         | 1       | 2         | 3       | 4     | 5       | 6       | 7         | 8        | 9         | 10       | 11       | 12       | 13      | 14      | PP | Punti | PS | Punti |
| ---- | --------------- | -------------- | ------- | --------- | ------- | ----- | ------- | ------- | --------- | -------- | --------- | -------- | -------- | -------- | ------- | ------- | -- | ----- | -- | ----- |
| 2019 | Peugeot 308 TCR | Aurélien Comte | HUN 1 7 | HUN 2 Rit | HOC 1 7 | HOC 2 | SPA 1 4 | SPA 2 5 | RBR 1 Rit | RBR 2 10 | OSC 1 Rit | OSC 2 13 | CAT 1 19 | CAT 2 15 | MNZ 1 2 | MNZ 2 7 | 7° | 197   | 8° | 209   |

### WRC2
| Anno | Vettura           | Pilota          | 1     | 2   | 3   | 4     | 5     | 6     | 7     | 8   | 9   | 10     | 11    | 12     | 13    | PP | Punti | PS | Punti |
| ---- | ----------------- | --------------- | ----- | --- | --- | ----- | ----- | ----- | ----- | --- | --- | ------ | ----- | ------ | ----- | -- | ----- | -- | ----- |
| 2024 | Citroën C3 Rally2 | Yohan Rossel    | MON 1 | SVE | KEN | CRO 2 | POR 5 | ITA 2 | POL   | LET | FIN | GRE 3  | CIL 1 | EUR 11 | GIA   | 4° | 111   | 1° | 289   |
| 2024 | Citroën C3 Rally2 | Nikolay Gryazin | MON 3 | SVE | KEN | CRO 1 | POR   | ITA   | POL 6 | LET | FIN | GRE 21 | CIL 2 | EUR 1  | GIA 1 | 3° | 116   | 1° | 289   |